# Podabrus santaritensis
Podabrus santaritensis (лат.) — ископаемый вид жуков-мягкотелок рода Podabrus. Отпечатки обнаружены в отложениях Южной Америки (Аргентина, провинция Жужуй, Quebrada “El Griton”; Maíz Gordo Formation (Sunchal), возраст около 60 млн лет). Мелкие жуки, длина надкрылий 4,0 мм, бледно-коричневого цвета. На надкрыльях три широко расставленных параллельных бороздки.